# Claude Mossé (historienne)
Pour les articles homonymes, voir Mossé et Claude Mossé.
Claude Mossé, née le 24 décembre 1924 à Paris et morte le 12 décembre 2022 à Draveil, est une historienne française spécialiste de l'histoire de la Grèce antique. 
Elle fait partie de l'école d'histoire ancienne française, avec Jean-Pierre Vernant et Pierre Vidal-Naquet.

## Biographie

### Famille
Claude Mossé naît dans un milieu aisé du 16e arrondissement de Paris. Sa famille, d'origine juive, échappe de peu à la déportation grâce au commissaire de police du 18e arrondissement de Paris qui déchire la lettre de dénonciation et use de son autorité pour les sauver .
Son père, Roger Mossé, rescapé de la Première Guerre mondiale, n'a jamais pu reprendre ses études au sortir du conflit mais, devenu agent commercial d'un négociant en vins, il inculque à ses trois filles la passion des livres. « Dans ma famille, on lisait énormément ; il y avait des livres partout », se souvient-elle.

### Études, découverte de l'Antiquité grecque
Son premier contact avec la Grèce a lieu en 1941 au cours duquel l'adolescente, au lycée Jules-Ferry, découvre un texte de Démosthène qui est un vibrant éloge de la liberté et de la démocratie. Tandis que sous ses fenêtres défile l'armée du Troisième Reich et que ses parents, d’origine juive, vivent dans la peur d’une dénonciation, ce texte fait l’effet d’une véritable révélation. Elle décide alors de se consacrer exclusivement à l’étude de la Grèce.
Elle espérait préparer le concours de l'École normale supérieure mais elle a dû y renoncer, la fonction publique étant interdite aux Juifs. Elle a pu s'inscrire à la Sorbonne, bénéficiant du numerus clausus, une mesure discriminatoire instaurée sous le régime de Vichy, y autorisant 3 % d’étudiants juifs s'ils pouvaient attester appartenir à une famille établie en France depuis au moins cinq générations.
En 1947, elle est reçue première à l'agrégation d'histoire et géographie,. La même année, elle est nommée au lycée de jeunes filles de Rennes.

### Carrière universitaire
Assistante d'histoire antique à la faculté des lettres de Rennes à partir de 1950, Claude Mossé est attachée de recherche au CNRS de 1956 à 1958. Elle est nommée maîtresse de conférences à la faculté des lettres de Clermont-Ferrand en 1959, où elle rencontre Michel Foucault et Michel Serres, et obtient un doctorat d'État la même année, avec une thèse consacrée au Déclin de la cité grecque au IVe siècle av. J.-C..
En octobre 1968, elle s'engage comme professeur dans le projet d'université expérimentale de Vincennes, devenue université de Paris VIII. Elle y continue sa carrière, jusqu'à l'éméritat. Influencée par Moses Finley, elle écrit une vingtaine d'ouvrages, principalement sur la Grèce classique (Ve siècle av. J.-C. et IVe siècle av. J.-C.) et la période hellénistique (de la fin du IVe siècle av. J.-C. à la conquête romaine).
Proche de Jean Poperen, Emmanuel Le Roy Ladurie et François Furet, elle adhère comme eux au Parti communiste français dans les années 1950, mais rompt avec lui à la suite du rapport Khrouchtchev. Plus tard, elle milite contre la guerre d'Algérie. En février 1979, elle fait partie des 34 signataires de la déclaration rédigée par Léon Poliakov et Pierre Vidal-Naquet pour démonter la rhétorique négationniste de Robert Faurisson.

## Apport à l'histoire de la Grèce antique
Claude Mossé étudie pendant vingt-cinq ans Le déclin de la cité grecque au IVe siècle av. J.-C., qui fut le sujet de sa thèse de doctorat. Si, depuis, cette idée d'un déclin dès le IVe siècle av. J.-C. a été remise en cause, les analyses qu'elle fournit en matière d'histoire économique demeurent essentielles. D’inspiration marxiste, sa méthode a d’abord le mérite de renouveler un sujet jusque-là dominé par des études qui mettaient en avant les luttes patriotiques et les aspects nationaux de la question grecque. Elle s'intéresse davantage à l'histoire des structures, à l'analyse des institutions et de la pensée politique, qu'à l'histoire événementielle. Elle a également réalisé des ouvrages de synthèse (sur la colonisation, le travail, la démocratie, la femme, le citoyen, etc.), des biographies (Démosthène, Alexandre ou encore Périclès), ainsi que des manuels et des articles destinés au grand public. Une constance de sa démarche est son analyse méthodique des textes grecs.
À la demande de la maison d'édition Calmann-Lévy, elle a également écrit un roman policier historique, Meurtres sur l'Agora, qui se déroule à Athènes, en 349 avant notre ère.

## Publications
- La Fin de la démocratie athénienne. Aspects sociaux et politiques du déclin de la cité grecque au IVe siècle av. J.-C., Paris, 1962.
- Le Travail en Grèce et à Rome, Paris, PUF, « Que sais-je ? », 1966.
- Les Institutions grecques, Paris, Armand Colin, 1968.
- La Tyrannie dans la Grèce antique, Paris, PUF, 1969.
- La Colonisation dans l'Antiquité, Paris, Nathan, 1970.
- Histoire d'une démocratie, Athènes, Paris, Le Seuil, 1971.
- Histoire des doctrines politiques en Grèce, Paris, PUF, « Que sais-je ? », 1975.
- La Femme dans la Grèce antique, Paris, Albin Michel, 1983.
- La Grèce archaïque d'Homère à Eschyle, Paris, Le Seuil, 1984.
- Le Procès de Socrate, Bruxelles, Complexe, 1987.
- L'Antiquité dans la Révolution française, Paris, Albin Michel, 1989.
- Précis d'histoire grecque. Du début du deuxième millénaire à la bataille d'Actium, avec Annie Schnapp-Gourbeillon, Paris, Armand Colin, 1990.
- Les Mythes grecs, Photographies de Erich Lessing, Nathan, 1991.
- Dictionnaire de la civilisation grecque, Bruxelles, Complexe, 1992.
- Le Citoyen dans la Grèce antique, Paris, Nathan, 1993.
- Démosthène ou les ambiguïtés de la politique, Paris, Armand Colin, 1994.
- Politique et société en Grèce ancienne. Le « modèle » athénien, Paris, Aubier, 1995.
- Meurtres sur l'Agora, Calmann-Lévy, 1995.
- Alexandre. La destinée d'un mythe, Paris, Payot, 2001.
- Périclès, l'inventeur de la démocratie, Payot, coll. « Biographie », 2005.
- Les Grecs inventent la politique, Complexe, 2005.
- Sacrilèges et trahisons à Athènes, Larousse, 2009.
- Au nom de la loi. Justice et politique à Athènes à l'âge classique, Payot, 2010.
- Regards sur la démocratie athénienne, Perrin, 2013.